# Panīpeirōtikos Athlītikos Syllogos Lamia 1964 2017-2018
Questa voce raccoglie le informazioni riguardanti il Panīpeirōtikos Athlītikos Syllogos Giannina nelle competizioni ufficiali della stagione 2017-2018.

## Rosa
| N. |                    | Ruolo | Calciatore                      |
| -- | ------------------ | ----- | ------------------------------- |
| 1  | Grecia (bandiera)  | P     | Nikolaos Papadopoulos           |
| 2  | Grecia (bandiera)  | D     | Stavros Vasilantonopoulos       |
| 3  | Grecia (bandiera)  | D     | Iordanis Papargyriou            |
| 4  | Nigeria (bandiera) | C     | Suleymane Akeem Omolade         |
| 5  | Grecia (bandiera)  | D     | Athanasios Panteliadis          |
| 6  | Grecia (bandiera)  | D     | Dimitrios Koutromanos           |
| 7  | Grecia (bandiera)  | C     | Michalis Frangos                |
| 8  | Grecia (bandiera)  | C     | Alexandros Karagiannis          |
| 10 | Brasile (bandiera) | C     | Wanderson                       |
| 11 | Spagna (bandiera)  | C     | Noé Acosta                      |
| 14 | Grecia (bandiera)  | D     | Anestīs Anastasiadīs (capitano) |
| 18 | Grecia (bandiera)  | D     | Christos Koukolis               |
| 20 | Grecia (bandiera)  | C     | Nikolaos Anastasopoulos         |

| N. |                    | Ruolo | Calciatore             |
| -- | ------------------ | ----- | ---------------------- |
| 21 | Grecia (bandiera)  | A     | Nikolaos Manias        |
| 22 | Grecia (bandiera)  | C     | Panagiotis Linardos    |
| 28 | Grecia (bandiera)  | C     | Ilias Tselios          |
| 30 | Grecia (bandiera)  | P     | Vangelis Pitkas        |
| 32 | Serbia (bandiera)  | C     | Marko Blažić           |
| 33 | Nigeria (bandiera) | A     | Macauley Chrisantus    |
| 37 | Grecia (bandiera)  | A     | Vangelis Patsarouchas  |
| 45 | Grecia (bandiera)  | C     | Nikos Tsoukalos        |
| 50 | Ghana (bandiera)   | D     | Mark Asigba            |
| 61 | Grecia (bandiera)  | C     | Konstantinos Bouloulis |
| 77 | Spagna (bandiera)  | C     | Piti                   |
| 90 | Grecia (bandiera)  | P     | Nikolaos Melissas      |
| 99 | Brasile (bandiera) | A     | Alexandre D'Acol       |